# 莉莉丝

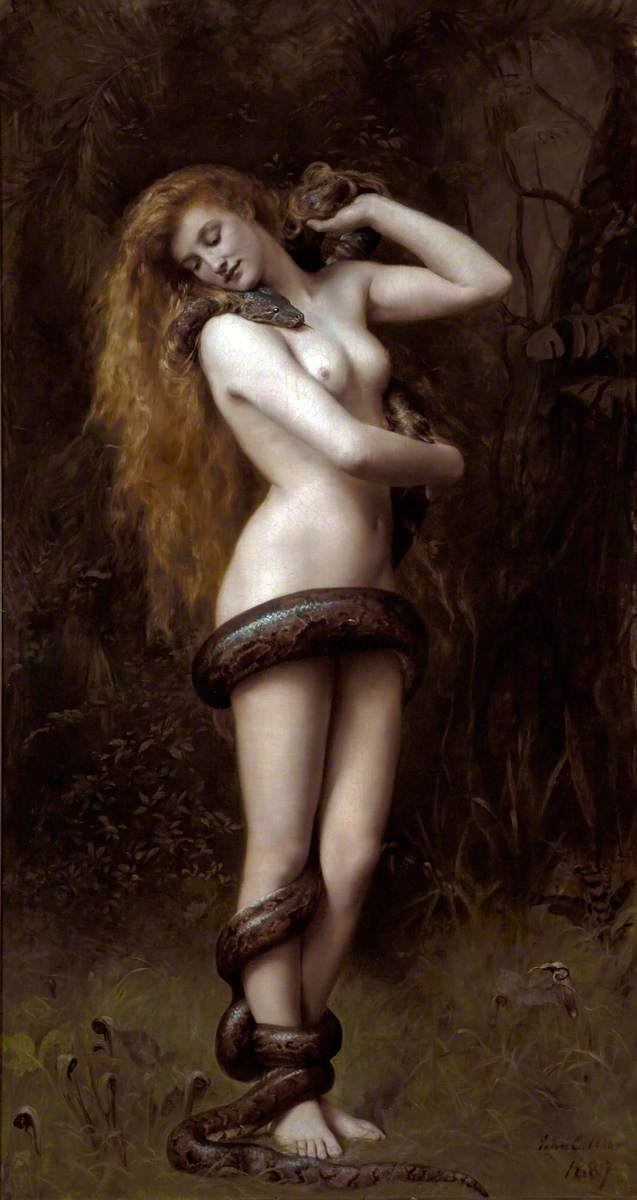
莉莉絲，约翰·柯里尔所绘作品。

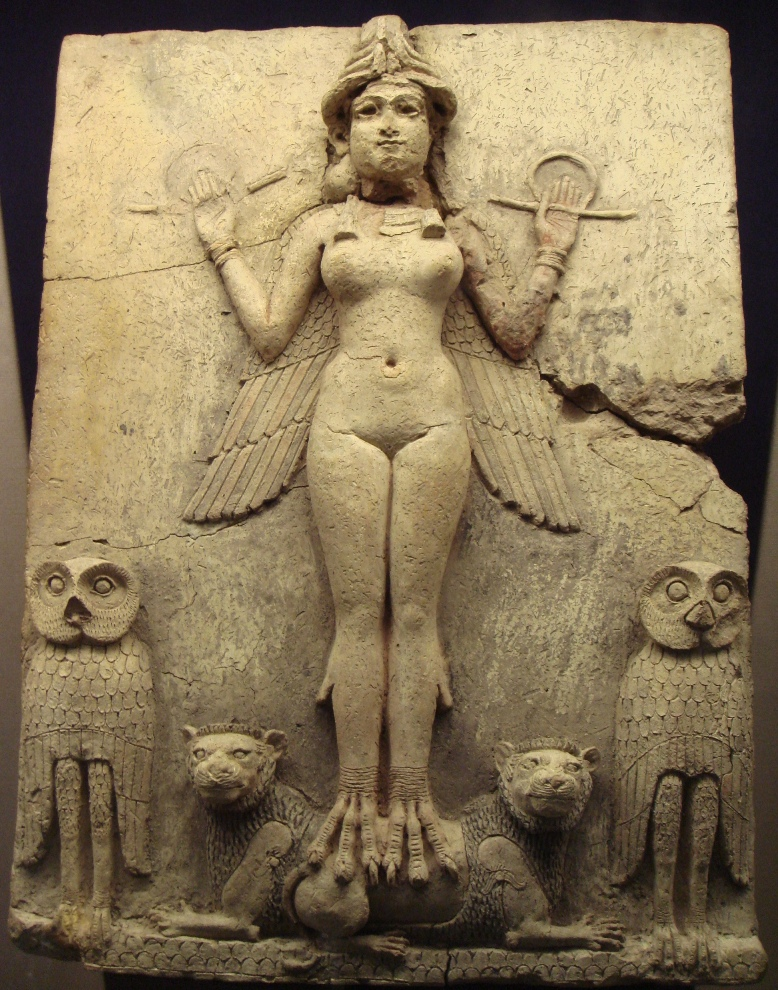
莉莉絲 (伯尼浮雕)

莉莉絲（Lilith，/ˈlɪlɪθ/，羅馬化：Liliṯ），也拼寫為Lilit、Lilitu或Lilis ，是美索不達米亞神话和猶太神話中上帝所创造的一个人类，性別為女，同時也是亞當的第一任妻子。莉莉絲因為不滿亞當的命令式語氣而主动离开了伊甸園，此举被上帝判定為「自我放逐」，她离开伊甸园後在宇宙中輾轉流浪，最终來到了地狱并和地獄之王薩麥爾结婚生子，由人類變为第一批長期居住在地獄的非墮天使型惡魔。
莉莉丝作為一個被上帝用泥土捏出来的生命而拥有强大的魔法，有著“被神傾聽者、夜襲魔女、原初之女巫”等多個稱號。在《聖經》的希伯來文版中的《以賽亞書》一節裡，以及公元500年以後的古代晚期曼達和猶太文献裏都有她的出現。莉莉絲不僅在神話中登场過，也在各種神秘學、隱喻、符號學、咒語或符文中登场过，但對她的描述無一例外都是殘缺不全的，研究莉莉丝的後人只能結合各種不同的文献來拼湊出她的完整故事背景。在《巴比倫塔木德》中的“Eruvin 100b、Niddah 24b、Shabbat 151b、Bava Batra 73a”一节，以及《亞當和夏娃與撒旦的衝突》這兩本書中，她被明確提及為亞當的第一任妻子，在《Zohar § Leviticus 19a》中她被稱為「一位帶有地獄之火的女性，能與墮天使路西法同居」。基督教系的宗教對莉莉絲“亞當第一任妻子”的地位均給予否認，無論是天主教、基督新教還是東正教都只認夏娃為第一個女性；而猶太教對莉莉絲地位則沒有一個統一的定論，有些知名的猶太拉比包括邁蒙尼德和梅納赫姆·梅里否認莉莉絲的存在，而其它猶太教派別則給予承認。
因为莉莉絲丰富的故事背景，而让她成为了當今流行文化、反教权、西方文化、文學、神秘主義、奇幻和恐怖的重要灵感之一。

## 语源
英文的“莉莉絲（Lilith）”這個名字源自於“lilû”、“lilîtu”和“(w)ardat lilî”這三個單詞。
10世纪成书的圣经外典《本司拉的知识》中记载，莉莉斯（Lilith，也作Lilit，名字来自希伯来文“Lailah”，意思是「夜晚」），她第一出现时是以亚当的第一任妻子而存在的。
“lilû”是一個阿卡德語單字，第一次出現在《以賽亞書》的34:14中，對應的是希伯來語單字“lilit”，朱迪特·布萊爾 (Judit M. Blair) 等一些學者認為它的意思是在夜晚活動的鳥類，或者直接是夜莺。莉莉丝不仅在美索不達米亞宗教中存在，在蘇美、亞述和巴比倫的楔形文字文献中能被找到，其原始單字“lilîtu”代表是一種邪惡又自由的精神狀態。許多人也將莉莉絲與美索不達米亞神話中的惡魔拉瑪什圖聯繫起來，他們認為拉瑪什圖與莉莉絲俱有相似的特徵和神話地位。

## 古阿卡德神话中的莉莉斯
阿卡德的莉莉絲是一名女性尼斯巴神，從蘇美語字根「夜晚」而來，字面上的翻譯為夜間活動的夜魔。
薩伊斯（希伯來傳說），以及佛西斯（拉梅吉．安西拉尼），其他學者則駁斥詞類變化是根據蘇美字根中的「LYL」而來，並建議將「Lilit」的字源歸於風暴惡魔，此觀點頗受學者引用來支持鍥形文字墓銘考古之用。
其它的學者則發現阿卡德文字中的「莉莉杜」（等於微風女神），被引用來考證蘇美神祇中的「妮妮爾」（同樣也是微風女神），她是英尼爾的妻子，並來自於南方的風，這個來自阿達帕民族的故事，說明了阿達帕打破了南風的翅膀，阿達帕還害怕會被處死刑。
莉莉絲是一位發源於美索不達米亞平原的夜魔，或是伴隨著風暴出現的邪灵，並且會傷害兒童。莉莉絲最早出現在西元前三世紀，巴貝隆納獨一無二的風暴惡魔，或像莉莉朱（Lilitu）的神靈，大約在西元前700年，許多學者將其名發音改為「莉莉絲」（Lilith）。

## 圣经中的莉莉斯
聖經中只有一節經文提到這個字，那就是《以賽亞書》34:14（曠野的走獸要和豺狼相遇；野山羊要與伴偶對叫。夜間的怪物必在那裡棲身，自找安歇之處。）。這裡「夜鷹」，原文是לילית，發音ל是L，י是i，ת是th，合起來就是Lilith，從字根看來，這個字和「夜（Lil、Lilia）」有關。從上述聖經上下文列了一堆動物名看來，Lilith在這裡指的應該也是列舉的動物之一，英文的KJV版聖經就把它翻譯成screech owl蒼鶚（林鴞或鳴角鶚）。

## 犹太文獻中的莉莉斯
10世纪成书的《便西拉的字母》中记载，莉莉斯是亚当的第一个妻子，世界上第一个女人。莉莉斯的称谓和身分来自苏美巴比伦和亚述的女神贝里蒂莉或女恶魔Lilu、Lilitu，在苏美语中，Lil指暴风或恶魔，而Lulu指「情欲」。伽南人将莉莉斯称为巴拉特，而在公元前2000年的泥板上，莉莉斯称为莉拉可。
莉莉斯不同意男上女下的體位，因为她和亚当都是从土里造出来的、是平等的。她嘲笑亚当的粗暴和自大而辱骂他，并且说出了上帝隐秘的名字，产生了瞬间移动的效果而离开了伊甸园，从伊甸园来到红海。而莉莉絲要求的體位則是女在上男在下，據神話學家相信，因為這種體位會使信教者會與古埃及的努特與蓋布信仰（努特與蓋布是以這種體位生下埃及諸神）混淆，又不能夠詆毀與其等同無別的亞當，所以只好把莉莉斯往惡魔的方向詆毀。
上帝派遣天使去把莉莉斯带回来，上帝对天使说，「如果她愿意回来最好，否则，以后每天就会有她的100个子孙死掉。」天使告别了神去追莉莉丝，他们在红海中央找到了她。他们将神的话告诉她，但是她还是不愿回来。Lilith无视神权威的輕蔑态度，導致被神处罚。另一方面Adam（亞當）向神诉苦，神决定放弃Lilith、另造Eve（夏娃）。于是抽出亚当的肋骨创造了夏娃代替她。
 Lilith不惧怕天使的力量，她和野兽、魔鬼们性交。Lilith在红海以每日100个的速度产下恶魔之子。同时她也不断杀死Adam的后代婴儿。痛苦的Adam向神祷告，上帝派遣三位天使Snwy、Snsnwy、Smnglf前往红海（红海也解译为地球），以每天100个的速度屠杀Lilith的后代。Lilith被迫只得与天使立约：天使不再伤害Lilith的后代，但相對地Lilith也不得再傷害Adam的后代。Lilith与上帝立约之後，便不再杀死婴儿。根據《便西拉的字母》，等男孩出生后第8天行过割礼（circumcision），Lilith便不可再加侵犯。女孩为20天。因此后世医学家认为Lilith或为古代人对婴儿猝死症的拟人化。最後在三名天使威逼下，Lilith受不了这种折磨跳红海（地球）而死。

### 古代传说及文学创作
由于莉莉斯是神创造的，因此她没那么容易死去，她像灵魂般毫无生气在水里漂浮（这段是文学猜想）。直到一天上帝要天使们臣服圣子时，天使长路西法拒绝服从并率领天界三分之一的天使叛变；路西法在天堂本是一个地位崇高的天使，但因上帝忽然要天使们不但服从衪的旨意也要服从聖子的旨意而愤愤不平。
天使之战歷經三天後結束，叛變的天使們皆因路西法战败而坠入地狱，路西法在坠入之前順手将在红海沉浮的莉莉斯也拉了下去；而在喀巴拉（又名卡巴拉，犹太神秘主义）的信仰中，莉莉斯也作为堕落天使萨麦尔（Samael）的妻子。文獻没有详细正确记录他们怎么遇上，从犹太教裡记载莉莉斯与萨麦尔是夫妻／情人。
由于莉莉斯还记恨上帝杀死她的孩子，因此她常在夜晚杀害人類的小孩，后来还帶着与萨麦尔的女兒Lilim（英文為Lilin）一同杀害小孩。传说莉莉斯不是由於爱撒旦而生下後代，而是因为她喜欢兒童。中世纪修道士认为莉莉斯和她的女儿是禁欲主义的大敌，因为她们会在梦中引诱男人，吸取他们的生命力。但这还遠不及莉莉斯实际能力的万分之一。在狩猎女巫盛行的年代，由於她在基督教中堕落女妖的形像，女巫们把莉莉斯当作為保护神。人们认为她发明了黑魔法，而她也是世界上第一个魔法师。

### 夜魔女的传说
一些殘留著的莉莉斯传說，莉莉斯的女儿们統称为Lilim，中世纪的人们认为Lilim是好色的女妖，专门在晚上出现於男性的梦中和他们性交，吸取他们灵魂的精髓（精液），以這個故事来解释梦遗的现象。基督教徒则将Lilim称为「地狱的娼妇」，是和夢魔Incubus（一种梦中精灵）相对应的女妖Succubus，宣称她们用男性体液制造新的女妖。而魅魔Succubus也称为女神Brizo（名字来自brizein－「利用魔法」），Brizo携带有预言之梦－即现在所说的春梦。传说这些虔诚的基督徒尴尬地梦遗时，莉莉斯会取笑他们。現今，如果男孩在睡覺中笑，也认为是得到了莉莉斯的爱抚。
而为了供养血之海，莉莉斯也被描绘成夜间吞食婴儿的魔女。在卡巴拉的经典《光辉之书》中，莉莉斯被称为诱惑人类和扼杀婴儿的恶魔。为此，犹太人在婴儿的摇篮外围用白色涂料画上几圈圆圈以作保护，也为婴儿挂上护身符－上面写有上帝派遣追回莉莉斯的三位天使名字，但这不总有效，因为传说莉莉斯的能力强于天使。

## 大眾文化
- 新世紀福音戰士中，莉莉絲為第二使徒，且為人類的起源。
- 於數碼寶貝系列中，莉莉絲獸為數碼世界七大魔王之一，象徵七宗罪之中的「色欲」。
- 魔域幽靈-救世主中莫莉卡·安斯蘭特創造出來的分身。
- 暗黑破壞神IV的女魔頭，憎恨之王墨菲斯托之女。
- 由香港手機公司Madhead所製作的遊戲神魔之塔中，最初的仿魂·莉莉絲是2022年的年度黑金。
- 由台灣專業舞者群發起的LiLi沈浸式舞蹈表演 （页面存档备份，存于）
- Fate/Grand Order中作為5星Berserker出場。配音:諸星堇
- 噬血狂襲中，古城的第九妻子與皇妃江口結瞳（Succubus，聲：東山奈央）是莉莉絲的繼承者。

### 引用
1. ↑  . www2.kenyon.edu.   [2022-01-08]. （原始内容存档于2024-03-05）.
2. ↑  . www2.kenyon.edu.   [2022-01-08]. （原始内容存档于2024-03-05）.
3. ↑  《康正果女权主义与文学》1994   48 "女性主义者在研究古代文学时，採用了解构的辦法去解释古代神话和民间傳說，由此莉莉絲从负面的女惡魔的形象中解放出來，變為反父权的象徵。因為在一个古老的犹太故事中，亚当的妻子不叫夏娃，而叫莉莉丝，她和亚当都是在同一時間內由上帝捏泥土而變成的。"
4. ↑  陕西师范大学学报：哲学社会科学版148-149 62 2006 "犹太教中的女魔莉莉丝（Lilith）以猫头鹰为伴，印度教中可怕的黑暗女神德格"
5. ↑  Judit M. Blair De-Demonising the Old Testament - An Investigation of Azazel, Lilith, Deber, Qeteb and Reshef in the Hebrew Bible. Forschungen zum Alten Testament 2 Reihe, Mohr Siebeck 2009 ISBN 3-16-150131-4
6. ↑  2010海峽兩岸華文文學學術研討會論文選集中國現代文學學會 - 2010 125〈麗麗斯〉一篇改寫《聖經》創世記夏娃故事的小說，葉靈鳳寫一位飛機師與情人之間詩一般的愛情互動，女主角自認為自己像麗麗斯，一個孤獨、流浪的靈魂，她最常掛在嘴邊的一句話：「認識我，要使你痛苦的。」-126 "32麗麗斯最早出現於蘇美神話，亦同時記載於猶太教的拉比文學。聖經中只有一節經文提到這個字，那就是〈以賽亞書〉34:14:「曠野的走獸要和豺狼相遇;野山羊要與伴偶對叫。夜間的怪物必在那裡棲身，自找安歇之處。」其中「夜間的怪物」用的字就是."